# Nano (telenovela)
Nano é uma telenovela argentina produzida pela Pol-ka Producciones e exibida pelo Canal 13 entre 7 de março de 1994 e 1995.

## Elenco
- Gustavo Bermúdez - Manuel Espada
- Araceli González - Camila del Molino
- Mario Pasik - Silvio Canelo
- Emilia Mazer - Rosario de las Nieves
- Lydia Lamaison - Dona Amalia
- Cecilia Cenci - Felicia del Molino
- Graciela Pal - Aurora del Molino
- Alejo García Pintos - Máximo Espada
- Andrea Pietra - Magdalena del Molino